# 長柄 (大阪市)
長柄（ながら）は、大阪府大阪市北区の北東部に位置する地区。長柄西・長柄中・長柄東の3地域からなる。長柄区。また、インドのナガラとの関係性は否定されていない。

## 概要
町名としては、大阪市北区長柄東一～三丁目・長柄中一～三丁目・長柄西一・二丁目がある。新淀川と旧淀川（大川）とが分かれるそれぞれ南側・西側に沿うような形で位置している。
当地域の南側には天六（天神橋六丁目）があり、新淀川を挟んだ北側には柴島が、大川を挟んだ東側には毛馬町がある。

### 交通
阪急電鉄千里線が地域の西端を南北方向に通過している。ここにはかつて長柄駅が存在した。地域西端の南側の天六には、Osaka Metro谷町線・堺筋線と阪急千里線の駅である天神橋筋六丁目駅があり、日本一長い商店街である天神橋筋商店街がある。
道路は、当地域を東西に横断するように城北公園通（かつての中津・赤川線）が走っており、そこを大阪シティバス34号系統などが運行している。また、城北公園通の長柄東交叉点から南へは天満橋筋が走っている。

### 地名の由来
- 「ながら」の「な」は魚、「がら」は形、というところから「魚の形をした島」という説。これは当地域の小学校（大阪市立豊仁小学校、大阪市立豊崎東小学校）の郷土史の時間等で教えられている。
- 梵語で「天皇のいる大都＝首都圏」を意味するという説。河川を隔てる地形が酷似している為、寺院仏閣もナガラ文明がルーツである説。

## 歴史
一帯は旧淀川や中津川（長柄川）の沖積作用で出来た土地である（大阪平野自体が完新世に形成されていった沖積平野）。
淀川区東三国の寺院に伝わる『大願寺縁起』によると、推古天皇時代の613年 に「雉も鳴かずば射らまじ」という人柱伝説で有名な長柄橋が建造とある。しかし淀川や中津川の流路は時代により大きく変わっており、『摂津名所図会』は「今の北長柄より豊島（てしま）郡垂水庄（吹田市）に至るまでを、長柄の橋跡」と記し、古代の長柄橋は現在の位置よりかなり北である。
645年の大化の改新後の孝徳天皇の時代に飛鳥板蓋宮より遷都されて652年に完成された難波長柄豊碕宮に、「長柄」の名が使われている。
住吉神領を経て、摂津職（この要職が置かれた年代は不明）の管轄となる。
741年に聖武天皇が国分寺建立の詔を恭仁京で発せられると、長柄寺（斉明天皇の時代に建立）を改称して摂津国の国分寺（金光明四天王護国之寺）にしたという。本尊は薬師如来である。なお、同じく摂津国の国域に含まれる、現在の天王寺区にも、聖観世音菩薩を本尊とする国分寺がある。
桓武天皇の793年に摂津職は廃され、国司が置かれるようになった。当地域は摂津国西成郡に属す。都が山城国（現京都府南部）の長岡京、平安京へと遷されると、摂津国の一地域として廃れていった。
中世には、古代から当地域に住みついていた子孫らが豪華な家を構え、彼らは「長柄長者」と呼ばれていた（長柄八幡宮「平成祭礼データ」より）という。
1615年（元和元年）の大坂の陣で豊臣氏が滅亡し、大坂が徳川幕府の直轄になると、地域は徳川氏の領地となった。江戸初期には長柄村が北長柄村と南長柄村に分村された。その後、北長柄村は、1679年（延宝7年）に九鬼氏の領地を経て、再度徳川氏領、18世紀半ばの延享のころ御三卿の田安家領となった。南長柄村は、延享のころ田安家領となった。
江戸中期の俳人で文人画家でもあった与謝蕪村（東成郡毛馬村出身）の「春風馬堤曲」（1777年の『夜半楽』）に、「やぶ入りや　浪花を出て　長柄川」という句がある。新淀川の前身は中津川であるが、当時は長柄川と呼ばれていたようである。
蕪村の18歳ほど下に、江戸後期の読本作者の上田秋成がいる。当地の古老たちのあいだでは「秋成さんは、長柄に2回、住んではった」と伝えられていたが、確たる証拠はない。ただ、戸田繁次の『長柄郷土誌』には「四十才のとき医者を開業してゐたが、ある時種痘に悩んでゐる病人を診て必ず癒して見せると手を盡したが、遂に癒らなかったので医者を断念して長柄を去ったといふ」と書かれている。一方、秋成は対岸の船場の淡路町切町に（40歳のころ）住まいしたとの説もある。また、岡本かの子の『上田秋成の晩年』には「家族と長柄川のそばに住んで居た」とあるが、こちらは55歳のときと示されている。なお、戸田の上掲書では「ある書には長柄の人とさへ書かれてゐる」と結んでいる。
隣村の毛馬胡瓜とならんで、長柄大根が特産であった。ただし、天満青物市場から出回るので「天満大根」のほうがポピュラーな呼び名であったという。
王政復古の大号令以降、摂津県や兵庫県にと数度の統治管轄の変更があったが、廃藩置県が断行された1871年（明治4年）には西成郡全域は大阪府となる。北長柄村・南長柄村は、隣接する国分寺村や川崎村とともに、第三区一番組となった。
1872年（明治5年）に 大区・小区制が導入されると、1875年（明治8年）には西成郡は第六大区となった。
1878年（明治11年）に郡区町村編制法が制定されると、翌年に西成郡に戻り、当地域は西成郡役所部内の管轄となった。
1889年（明治22年）に町村制の施行により、北長柄村・南長柄村は国分寺村・本庄村・南浜村と合併して西成郡豊崎村が発足し、同村の大字となった。豊崎村は1912年（明治45年）に町制を施行して豊崎町となった。
1925年（大正14年）の大阪市第二次市域拡張の際に新設の東淀川区に編入され、同区北長柄町・南長柄町となった。
1927年（昭和2年）に町名が長柄浜通1～4丁目・長柄東通1～3丁目・長柄中通1～4丁目・長柄西通1～3丁目に改編された。
1943年（昭和18年）に行政区の分増区によって、北区・此花区・西淀川区・東淀川区の各一部から新設された大淀区の所属となった。
1977年（昭和52年）に現行住居表示が実施され、1989年（平成元年）の北区・大淀区の合区により、北区の所属となった。

## 名跡
- 鶯塚（うづいすづか）
  - 鶯塚は、長柄中2丁目にある。1956年（昭和31年）に立てられた説明板によると、「今から1300年ほどの昔」に、長柄長者の娘の可愛がっていた鶯が死ぬと、その娘も後を追うように亡くなり、長者はこの話を後世まで伝えようと鶯とともに埋葬して「鶯塚」と名づけた、とある。『大阪府誌』によると、大化4年に亡くなった長柄豊碕宮の宮女であった鶯式部を「埋葬せしにより此の名あり」という説も紹介している。鶯塚については、江戸前期の1675年（延宝3年）に刊行された『蘆分船』に書かれているのが、最古の紹介のようである。
- 鶴満寺（かくまんじ）
  - 鶴満寺は、長柄東1丁目にある。上方落語のネタにもあり、桂雀々が得意とする（CD『桂雀々 落語のひろば その6』東芝EMIに収録）。江戸落語では桂文楽が演じることもあったという。境内には、伊丹市出身の談林派出身の俳聖・上島鬼貫のモニュメント（鬼貫墓碑とあるが、墓は天王寺区の鳳林寺）がある。また、大岡忠相が亡父の追善に寄贈したという石灯籠がある。もともと長州にあった朝鮮鐘（梵鐘）は国の重要文化財に指定されている。
- 長柄八幡宮
  - 長柄八幡宮は、長柄中3丁目にある。1296年（永仁4年）の創建。1610年（慶長15年）には片桐且元が本殿等を改築したという。北長柄村の氏神として知られ、八幡大神を祭神とする。
  - 摂州地車囃子の「長柄流」「キタの流派」は、当八幡宮の氏子による奉納を祖とするらしい。
- 南長柄八幡宮
  - 南長柄八幡宮は、長柄中1丁目にある。「水中八幡宮」、江戸後期には「鶴の八幡宮」とも称された。1000年以上前の古地図（難波八十島ノ地図）に出てくるという。南長柄村の氏神として知られ、応神天皇を祭神とする。
  - 長柄八幡宮と同様に地車囃子がさかんで、当八幡宮の氏子は「長柄囃子」と称している。
- 松野登十郎の墓
  - 松野登十郎の墓は長柄西2丁目の光明寺にある。松野登十郎は、田安徳川家家臣の代官として南長柄村に赴任し、1824年の凶作のおり、領民への年貢の免除を哀願するも容れられず、自刃して主家をいさめた武士である。
- 長柄国分寺（住所は長柄ではない）

## 主要施設
- 大阪市営バス・赤バス 長柄西、長柄東、長柄中バス停
- 城北公園通
- 天満橋筋
- 長柄橋 - 天神橋筋に架かり、対岸の柴島とを結んでいる。
- 長柄運河（1967年に埋め立てられた）
- 大阪市立豊仁小学校
- 大阪市立豊崎東小学校
- 大阪市立新豊崎中学校
- 関西大学天六学舎（2014年廃止）
- 大阪市立北斎場
- 長柄墓地（第3代大阪市長・山下重威、作家・長谷川幸延の墓もある）